# 大椿周亨
大椿周亨（だいちん しゅうこう）は、室町時代の臨済宗の僧。

## 経歴・人物
鎌倉瑞泉寺の義堂周信の室に入り、その法を嗣ぐ。京都安国寺、南禅寺、応永28年（1421年）から伏見大光明寺の住持を歴任する。ほか伏見宮貞成親王に経典を講じた。